# Ellenbrunn (Adelsgeschlecht)
Ellenbrunn (auch: Ellebronn, Ellebrunn, Ellenpronn o. ä.) war der Name eines bayerischen Adelsgeschlechts.

## Geschichte
Die Herren von Ellenbrunn, Dienstmänner der Grafen von Lechsgemünd, lebten vom 12. bis zum 15. Jahrhundert in Ellenbrunn bei Rennertshofen, das sich im Wellheimer Trockental in der Südlichen Frankenalb befindet. Ihr Stammsitz lag auf dem Ellenbrunnerberg hinter der Kirche. Angehörige dieses Adelsgeschlechts wurden als Richter in der Grafschaft Hirschberg bei Beilngries (Konrad von Ellenbrunn) und in Windsbach erwähnt. 
Bereits 1199 wird ein Hillbert der Ellbronner genannt. Chunrat von Ellebrunn war 1286 Richter zu Windsbach. Er besaß Güter und den Kirchensatz zu Mauern. 1295 war er verstorben und die Besitzungen fielen an das Domkapitel zu Augsburg. Ulrich der Ellenbrunner erscheint 1317 als Zeuge einer Urkunde von Ulrich der Pförgen und seiner Ehefrau Margret, mit deren Tochter Ulrich der Ellenbrunner verheiratet war. 1381 war Cunrad von Ellenbrunn Landrichter der Grafschaft Hirschberg. Gunthild die Ellepronnerin war 1400 Nonne im Kloster Bergen. 1402 verglich sich das Kloster Kaisheim mit Ulrich Seitz und seinen Brüdern von Ellenpronn. Georg der Ellenbrunner war 1418 Besitzer des Pfarrdorfs Lenting bei Ingolstadt. Dort in Lenting wurde er auch begraben. Sein Grabstein im Haupteingang der Kirche zeigt das unten genannte Wappen und Georgs Sterbejahr 1460 (MCCCCLX). 1447 erscheint ferner ein Jörg der Ellenbrunner.

## Persönlichkeiten
- Luitgarde von Ellenbrunn, verheiratet mit Ernst von Trugenhofen (erwähnt 1120), der das Rittergeschlecht in Trugenhofen begründete
- Konrad von Ellenbrunn, Richter in der Grafschaft Hirschberg bei Beilngries

## Wappen
Blasonierung: Zwei aufgerichtete Elchgeweihe. Auf dem Helm ein Flug. Die Tingierung ist nicht überliefert.